# Chalepus rufiventris
Chalepus rufiventris es un coleóptero de la familia Chrysomelidae.
Fue descrita científicamente en 1868 por Suffrain.